# Nils Henriksson
Nils Henriksson eller Niels Henrikssøn (Gyldenløve), född cirka 1458, död 1523, var en norsk riddare, riksråd och rikshovmästare. Han var gift med Ingerd Ottesdatter, fru Inger til Austrått.
Nils Henriksson var son till riksrådet Henrik Jensson (ca 1415 -1477) och Elin Nilsdatter (eller Nikolasdatter), och genom äktenskapet med Ingerd bilagde han en arvsstrid om Austråttborgen. Han var en av Norges största jordägare, med intressen i Bergen, Vardøhus, Hålogaland, Fosen, Frosta, Stjørdal, Sunnmøre, Romsdal, Edøy, Selbu och Härjedalen.
Han utnämndes till riksråd 1483 och hade en central roll i riksstyret fram till sin död, men hade vad det verkar ingen tydlig egen politisk agenda. Titeln rikshovmästare som han fick 1514/1515 var troligen mest en hederstitel som blev använd i samband med att han sommaren 1515 deltog i delegationen som hämtade Kristian II:s nederländska drottning Elisabet av Österrike.
Utom äktenskapet med Ingerd hade han sonen Henrik Nielssøn (1500-1567), som blev magister och kanik. Tillsammans med Ingerd hade han fem döttrar. Senare genealoger har givit honom tillnamnet Gyldenløve, eftersom hans vapen hade ett gult lejon över ett schackrutigt fält, men varken Nils eller hans släkt använde namnet. 